# Brachaeluridae
I Brachaeluridae sono una famiglia poco numerosa di squali dell'ordine Orectolobiformes. Sono a volte chiamati anche squali ciechi

## Etimologia
Il nome deriva dal Greco brachys (corto) + oura (coda).

## Areale
Si conoscono solo due specie appartenenti a questa famiglia, piuttosto comuni nel loro areale abitativo, ed entrambe vivono nelle acque costiere e poco profonde, al massimo 110 metri, che caratterizzano il mare dell'Australia orientale.

## Aspetto
In genere non superano gli 1.3 metri di lunghezza. Si distinguono per la presenza di barbigli, grossi sfiatatoi e scanalature attorno alle narici. Presentano due pinne dorsali senza spine poste una vicina all'altra sulla parte posteriore del pesce, ed una pinna caudale relativamente corta. Anche se sono chiamati squali ciechi, hanno gli occhi.

## Alimentazione
Si nutrono di piccoli pesci, seppie, anemoni di mare e crostacei.

## Riproduzione
Si tratta di specie ovovivipare: la femmina trattiene le uova nel suo corpo finché non si schiudono, e durante la crescita gli embrioni si nutrono solamente del tuorlo.

## Tassonomia
Esistono solamente due specie di Brachaeluridae:
- Genere Brachaelurus
  - Brachaelurus waddi (Bloch & Schneider, 1801)[5]
  - Brachaelurus colcloughi Ogilby, 1908[6]

## In cattività
Entrambe le specie sono state conservate efficacemente in acquari domestici. In cattività possono vivere fino all'età di 20 anni. Sono adatti alla vita in acquario domestico perché in età adulta non raggiungono grandi dimensioni e perché prediligono gli spazi stretti. Il rovescio della medaglia è che non sono molto attivi durante il giorno e quindi spendono la maggior parte delle ore di luce nascondendosi tra le grotte artificiali delle vasche. Le modalità di alimentazione prevedono pesce fresco o surgelato somministrato 3 volte alla settimana. Le acque con temperature comprese tra 18 e 24 °C si sono dimostrate le più adatte alla vita di questi pesci. Questi squali divorano qualsiasi compagno di specie diversa che siano in grado di inghiottire. Si riesce ad indurre l'accoppiamento, ed il Sidney Aquarium ha mantenuto con successo intere colonie fertili di Brachaeluridae.